# Kathleen Sheldon
Kathleen E. Sheldon (* 6. Juni 1952) ist eine US-amerikanische unabhängige Historikerin, die als Forschungspartnerin am Center for the Study of Women der UCLA tätig ist. Sie schreibt hauptsächlich über schwarzafrikanische Frauen und Mosambik.

## Leben
Sheldon erhielt 1977 ihren M.A. in African Area Studies und 1988 ihren Doktortitel in Geschichte von der University of California.
Sheldons jüngste Artikel über die Geschichte Mosambiks und die Geschichte afrikanischer Frauen wurden im Canadian Journal of African Studies, History in Africa, African and Asian Studies und African Studies Review sowie in Sammlungen wie Writing African History, African Novels in the Classroom und Contesting Archives veröffentlicht. Sie hat über vierzig Buchbesprechungen in einer Vielzahl von Zeitschriften veröffentlicht.
Sie war Mitglied von Redaktionsbeiräten und hat an mehreren Nachschlagewerken mitgewirkt, darunter New Encyclopedia of Africa, Dictionary of African Biography und Oxford Bibliographies in African Studies. Sie war Mitherausgeberin zweier Sonderausgaben von Zeitschriften zum Thema Frauen und Geschlecht, Lusotopie (2005) und African Studies Review (in zwei Teilen, 2015 und 2016). Außerdem ist sie Herausgeberin von H-Luso-Africa, einem Online-Netzwerk zum portugiesischsprachigen Afrika.
Sie wurde in den Vorstand der Vereinigung für Afrikastudien (2004–2007) gewählt, ist derzeit Schatzmeisterin der ASA (ab 2013) und hat auch dem ASA-Frauenausschuss und der Organisation für Afrikastudien der Lusophonie in Führungspositionen gedient.

## Werke
- mit Elizabeth H. Oakes: Guide to social science resources in women's studies. Clio Books, Santa Barbara, Calif. 1978, ISBN 0-87436-285-7.
- Pounders of grain: a history of women, work, and politics in Mozambique. Heinemann, Portsmouth, NH 2002, ISBN 0-325-07091-1.
- Historical dictionary of women in Sub-Saharan Africa. Scarecrow Press, Lanham, Md. 2005, ISBN 0-8108-5331-0.
- The A to Z of women in Sub-Saharan Africa. Scarecrow Press, Lanham, Md. 2010, ISBN 978-0-8108-7563-0.
- Historical dictionary of women in Sub-Saharan Africa. Secondition Auflage. Rowman & Littlefield, Lanham 2016, ISBN 978-1-4422-6292-8.
- African women: early history to the 21st sentury. Indiana University Press, Bloomington, Indiana, USA 2017, ISBN 978-0-253-02731-3.
- Courtyards, Markets, City Streets: Urban Women In Africa. ROUTLEDGE, [S.l.&#93 2019, ISBN 978-0-367-31525-2.